# 川端京五郎
川端 京五郎（かわばた きょうごろう、1876年（明治9年） - 1957年（昭和32年）11月）は、明治時代から昭和時代前期にかけての実業家。日本ホーリネス教会の信徒代表議員で、同教会の信徒会会長として活躍し、「耶蘇の材木屋」として知られた。東京市深川区議会議員も務めた。

## 生涯
三重県北牟婁郡相賀村小山に川端弥三郎の3男として生まれ、1898年（明治31年）に上京し、深川木場で材木商店員になる。1905年（明治37年）5月に川端商店を開業する。同年9月、神田淡路町の福音伝道館に通い中田重治・チャールズ・カウマンらから教えを受け入信し、1906年（明治39年）4月に洗礼を受ける。
1922年（大正11年）以降、東洋宣教会日本ホーリネス教会信徒代表議員になり、以来信徒会会長を務めた。1923年（大正12年）9月に関東大震災で被災して店を失い、洲崎埋立地に避難するもすぐに店を再建し、1930年（昭和5年）に中田重治が朝鮮へ伝道旅行に行った時に同行している。
1936年（昭和11年）のホーリネス分裂事件及びホーリネス和協分離の際は、信徒代表として分裂の調停のために活動する。また、深川区議会議員を4期務める。
1946年（昭和21年）に小田急電車の衝突事故に巻き込まれ、意識不明の重体になるが、九死に一生を得る。
1955年（昭和30年）6月、日本ホーリネス教団木場深川教会（1945年（昭和20年）3月11日の東京大空襲で焼失）の再建に尽力し、同年、川端商店開業・入信・結婚50年の祝賀会を開く。自伝の証言集『耶蘇の材木屋』を残した。